# ماکینو شوزو
ماکینو شوزو (انگلیسی: Shōzō Makino؛ ۲۲ سپتامبر ۱۸۷۸ – ۲۵ ژوئیه ۱۹۲۹) یک کارگردان فیلم، تهیه‌کننده، اهالی کسب‌وکار، و فیلم‌نامه‌نویس اهل ژاپن بود.